# Cantonul Quintin
Cantonul Quintin este un canton din arondismentul Saint-Brieuc, departamentul Côtes-d'Armor, regiunea Bretania, Franța.

## Comune
- Le Fœil
- Le Leslay
- Plaine-Haute
- Quintin (reședință)
- Saint-Brandan
- Saint-Gildas
- Le Vieux-Bourg
- Saint-Bihy